# Jaime Mandros
Jaime Octavio «Choca» Mandros Elguera (Lima, 31 de diciembre de 1980) es un presentador y productor de televisión peruano. Es más conocido por haber participado en diferentes programas del canal peruano América Televisión y ser conductor del magacín semanal Estás en todas.

## Biografía

### Primeros años
Jaime Mandros nace en la ciudad de Lima, el 31 de diciembre de 1980, proveniente de una familia de clase media.
Vivió su niñez y adolescencia con sus padres y hermanos en el distrito de La Victoria, donde comienza desde abajo.
Estudia la primaria y secundaria en el Colegio Parroquial San Ricardo, además de recibir la invitación para prepararse en el Seminario de Santo Toribio de Mogrovejo para su formación de sacerdote, caso que no se cumple. Además, previo  a sus oficios que realiza, estudia la facultad de ciencias de la comunicación en la Universidad de San Martín de Porres.

### Etapa en el canal América
En el 2003, ingresa por primera vez a América Televisión, canal en el que tiempo después se mantendría por varios años. Al inicio, comienza a trabajar en diversos oficios, siendo uno de ellos como cargador de zapatos de personalidades televisivas, a lo paralelo con sus estudios universitarios.
Ya culminado, Mandros llega a trabajar en la emisora Radio América, con lo que comenzaría su incursión en los medios de comunicación. Al poco tiempo después, se ganaría el cariño de los gerentes, artistas y celebridades del canal, hasta llegar a ser conocido.
En el 2005, es reportero del bloque de tipo noticiero América espectáculos: Primera Edición con Fiorella Rodríguez como presentadora del espacio, donde se mantiene hasta el 2007. Rodríguez le pone el sobrenombre de Choca, debido a una canción de un spot publicitario de una marca de chocolates que tenía el mismo nombre.
En el 2008, es nombrado productor general de la dicha televisora, cargo donde destaca como productor de América espectáculos. En ese mismo año, produce un programa especial para rendir homenaje a la trayectoria artística del actor cómico y productor mexicano Roberto Gómez Bolaños «Chespirito», quién viene por tercera vez de visita al Perú. El proyecto es denominado Chespirito en 11 y 12, que se realiza en el canal donde trabaja.
Después de su proyecto televisivo, Mandros continua trabajando como productor general para varios proyectos del canal América, para luego en 2013 debutar como conductor con su propio programa televisión Estás en todas, inicialmente como único presentador y al año siguiente, formó una dupla con la exestrella de telerrealidad Sheyla Rojas. Sin embargo, se retiró temporalmente de su programa en marzo de 2023, para enfocarse a sus estudios de gastronomía en España retomando la conducción en junio hasta actualidad.
Participó en el reality de baile El gran show sin éxito y fue presentado como co-presentador del programa especial Espéctaculos en América, que se realiza en enero de cada año hasta el 2019, compartiendo conducción junto a Rebeca Escribens, Bruno Vernal, Fiorella Rodríguez, Silvia Cornejo, Sheyla Rojas y Natalie Vértiz.
En el 2015, es intérprete del tema musical romántico de Patrick Redhead (Juan Carlos Rey de Castro) y Shirley Gonzales (Areliz Benel), personajes de la serie Al fondo hay sitio: Eres tú mi corazón, al lado de la cantante Rommy Marcovich. 
En 2017, fue conductor del programa de cocina Con sazón, el cual era presentado en la preventa de América Televisión un año atrás, que lamentablemente no es transmitido correctamente, porque sólo tiene pocas ediciones al aire.
En 2018, vuelve a trabajar con Gisela Valcárcel en el programa concurso El artista del año, en la que regresa en 2 ocasiones: la primera en el 2019, como participante del dicho espacio televisivo, y la segunda, en el 2021 como co-animador interino, en reemplazo de Aldo Díaz «Apoteósico», tras ser suspendido semanas antes por problemas internos.
En agosto de 2021, estrena su propio programa para YouTube, denominado Con la comida no se choca, basado en la gastronomía peruana.
En junio de 2022, ingresa como parte de la conducción del programa televisivo + Espectáculos, junto a Jazmín Pinedo.

## Controversias
En diciembre del 2019, Choca recibe críticas negativas por minimizar en vivo en su programa al fútbol peruano a favor de Esto es guerra. En este caso, compara la final de la Liga 1 de ese año, donde disputan los clubes deportivos Alianza Lima y Binacional, contra la final del citado reality show.
A inicios del 2021, junto con el también productor televisivo Peter Fajardo, y la bailarina y chica reality Karen Dejo, son protagonistas de un escándalo por ser invitados a una fiesta clandestina en pleno estado de emergencia, que peligra a Mandros su permanencia en el canal donde trabaja. Debido a eso, se ausenta en su programa por una semana, y días después retoma su trabajo como productor y presentador de televisión.

## Filmografía

### Cine
- Mundo gordo (2022)[19]

### Televisión

#### Programas
• Como personalidad de televisión:
- América espectáculos: Primera Edición (2005–2007) como él mismo (Reportero).
- Dr. TV (2012; 2013) como él mismo (Invitado).
- Estás en todas (2013–2020; 2021–2023, 2023–presente) como él mismo (Presentador).
- Minuto para ganar VIP (2013; 2014) como él mismo (Concursante invitado).
- Esto es guerra (2013; 2015; 2016) como él mismo (Invitado).
- El gran show (2013) como él mismo (Concursante) (6to puesto, séptimo eliminado).
- Reyes del show (2013) como él mismo (Refuerzo especial).
- Gisela, el gran show (2014) como él mismo (Concursante invitado) (Secuencia: Mi hombre puede).
- Pequeños gigantes 2 (2014) como él mismo (Invitado especial).
- Espectáculos en América (2014–2019) como él mismo (Co-presentador).
- El gran show (2015–2016) como él mismo (Co-presentador).
- América espectáculos: Primera Edición (2015; 2021) como él mismo (Invitado).[20]
- El reventonazo de la chola (2015; 2019; 2020; 2021) como él mismo (Invitado).[21]
- Reyes del show (2015) como él mismo (Co-presentador).
- Mathi Nait (2016) como él mismo (Invitado).
- Con sazón (2017; 2019) como él mismo (Presentador).[22]
- Preventa 2017 (Edición especial) (2016) como él mismo (Presentador).
- Teletón 2017: Esta la luchamos juntos (Edición especial) (2017) como él mismo (Telefonista).
- Domingo al día (2018) como él mismo (Invitado).
- El artista del año (2018; 2021) como él mismo              (Co-presentador).
- El dúo perfecto (2018) como él mismo (Co-presentador).
- + Espectáculos: Primera Edición (2018–presente) como él mismo (Colaborador).
- Teletón 2018: Nos falta mucho, nos faltas tú (Edición especial) (2018) como él mismo (Invitado) (Secuencia: Gira Teletón).
- TV Perú noticias (2019) como él mismo (Invitado).
- + Espectáculos: Edición del mediodía (2019–2022) como él mismo (Co-presentador).
- La gran noche de la comida peruana (Edición especial) (2020) como él mismo (Presentador).
- + Espectáculos (2022–2023) como él mismo (Co-presentador).
- El artista del año (2019) como él mismo (Concursante, 7mo puesto, tercer eliminado).
- Teletón 2019: De todos, para todos (Edición especial) (2019) como él mismo (Invitado) (Secuencia: Gira Teletón).
- EEG: El siguiente nivel (2020) como él mismo (Invitado) (Secuencia: Dale play).
- EEG 20/20 (2020) como él mismo (Invitado) (Secuencia: Dale play).
- RPP Noticias (2020; 2021) como él mismo (Invitado).
- América espectáculos: Edición del mediodía (2020) como él mismo (Colaborador).
- En boca de todos (2020; 2021) como él mismo (Invitado).
- Entre gente (2020) como él mismo (Invitado).
- La semana de la comida peruana (2020) como él mismo (Presentador).[23]
- América hoy (2021; 2022) como él mismo (Presentador interino).
- Amor y fuego (2021) como él mismo (Invitado).
- Concierto en casa D'Onofrio (Edición especial) (2021) como él mismo (Presentador).
- La gran noche del año (Edición especial) (2021) como él mismo (Presentador).
- Reinas del show 2 (2021) como él mismo (Comentarista).
- Mi mamá cocina mejor que la tuya (2021) como él mismo (Concursante invitado).
- Sorteo del árbol de Choca Noel (Edición especial) (2021) como él mismo (Presentador).
- El artista del año: El especial de Navidad (Edición especial) (2021) como él mismo (Presentador).
- En esta cocina mando yo (2022) como él mismo (Concursante invitado).[24]
- La gran estrella (2022) como él mismo (Invitado).
- En la mesa (2024) como él mismo (Presentador).

• Como productor:
- Chespirito en 11 y 12 (2008) como él mismo (Productor).
- América espectáculos (2008–presente) como él mismo (Productor general).
- Estás en todas (2013–2020; 2021–presente) como él mismo (Productor).
- Espectáculos en América (2014–2019) como él mismo (Productor).
- Escape perfecto (2015) como él mismo (Productor).
- Con sazón (2017; 2019) como él mismo (Productor).
- + Espectáculos: Primera Edición (2018–presente) como él mismo (Productor).
- + Espectáculos: Edición del mediodía (2019–2022) como él mismo (Productor).
- Sorteo del árbol de Choca Noel (Edición especial) (2021) como él mismo (Productor).
- + Espectáculos (2022–2023) como él mismo (Productor).

#### Series y telenovelas
- Al fondo hay sitio (2015; 2016; 2022; 2024) como él mismo (Choca Mandros) (cameos y spot televisivo).[25]
- Ojitos hechiceros (2018) como él mismo (Choca Mandros) (artista invitado).
- De vuelta al barrio (2018) como el hermano de Malena #1 (spot televisivo).
- Luz de luna (2021-2022) como él mismo (Choca Mandros) (cameo).

### Radio
- Radio América (2003) como él mismo (Productor general).

### Spots publicitarios
- América Televisión: Todo mejora (2015)
- Teletón y América Televisión: De todos, para todos (2019)
- RENIEC: El padrón lo hacemos todos (2021)[26]
- Maggi (2022)

### Vídeos musicales
- Vamos al colegio (2014) como él mismo.
- Eres tú mi corazón (2015) como él mismo.
- Resistiré (2020) como él mismo.

### YouTube
- Con la comida no se choca (2021–presente) como presentador.

### Web
- Américlub (2013) como él mismo (Invitado).
- Es lo que hay (2021) como él mismo (1 episodio).[27]

## Eventos
- Campaña Magia (2013) como él mismo (Animador).
- Feria A papear como él mismo (Animador).
- La noche de la comida peruana como él mismo (Animador).[n 1]
- Concierto en casa como él mismo (Animador).[n 2]
- Festival de cine peruano en USA como él mismo (Invitado).
- Los Vílchez (Avant premiere) (2019) como él mismo (Animador).
- Al fondo hay sitio (Avant premiere) (2022) como él mismo (Animador).

## Discografía

### Temas musicales
- «Vamos al colegio» (2014) (Tema para la secuencia «La escuelita» de Estás en todas).
- «Eres tú mi corazón» (2015) (Tema para Al fondo hay sitio; con Rommy Marcovich).
- «Resistiré» (2020) (Con varios artistas).

### Bandas sonoras
- Estás en todas (2014)
- Al fondo hay sitio (2015)